# گزارش آمریکا درباره تروریسم در ۲۰۱۶
گزارش آمریکا دربارهٔ تروریسم در سال ۲۰۱۶ (به انگلیسی: Country Reports on Terrorism 2016) توسط وزات امور خارجه این کشور در ۱۹ ژوئیه ۲۰۱۷ در هفت فصل منتشر گردید و روی سایت این وزارت خانه قرار داده شد. در این گزارش سالانه وزارت امور خارجه ایالات متحده آمریکا به تروریسم جهانی در سال ۲۰۱۶ می‌پردازد و در فصل‌های مختلف آن، ضمن پرداختن به موضوع تروریسم توسط حکومت ایران گزارش کرده‌است که ایران همچنان در راس کشورهای حامی تروریسم است. در این گزارش تأکید شده‌است که تهدیدهای ایران علیه منافع آمریکا و متحدان آن باقی است. نیروی قدس سپاه پاسداران به همراه شرکا، متحدین و عوامل ایران به نقش بی‌ثبات‌کننده در درگیری‌های عراق، سوریه و یمن ادامه دادند. همچنین این کشور به تأمین سلاح و منابع اقتصادی گروه‌های شبه نظامی شیعی در بحرین نیز ادامه داده‌است. در این گزارش به برنامه‌های تروریستی ایران در عرصه سایبری و عدم تعقیب قضایی مقامات ارشد القاعده توسط این کشور اشاره شده‌است.
در گزارش سالانه آمریکا دربارهٔ تروریسم کشورهای سودان و سوریه نیز به عنوان کشورهای حامی تروریسم معرفی شده‌اند.

## فصل‌های گزارش
گزارش ۲۰۱۶ آمریکا دربارهٔ تروریسم در ۷ فصل و چند ضمیمه منتشر شده‌است:
- فصل ۱: ارزیابی استراتژیک
- فصل ۲: گزارش‌های آفریقا/ گزارش‌های آسیای شرقی و اقیانوس آرام/ گزارش‌های اروپا/ گزارش‌های خاورمیانه و آفریقای شمالی/ گزارش‌های آسیای جنوبی و مرکزی/ گزارش‌های نیمکره غربی
- فصل ۳: کشورهای حامی تروریسم
- فصل ۴: چالش‌های جهانی تروریسم، شیمیایی، بیولوژیکی، رادیولوژیکی و هسته‌ای
- فصل ۵: پناهگاه‌های امن تروریست‌ها (بروز شده تا گزارش ۷۱۲۰)
- فصل ۶. سازمان‌های تروریستی خارجی
- فصل ۷. الزامات قانونی و شرایط کلیدی
- ضمائم: کنسرسیوم ملی برای مطالعه تروریسم و پاسخ‌ها به تروریسم: ضمیمه اطلاعات آماری، کشته‌ها و مجروحین و ربوده شدگان از شهروندان آمریکایی در خارج در سال ۲۰۱۶

## بخش‌های مرتبط به ایران
در بخش‌های اصلی فصل‌های اول، سوم و ششم گزارش سالانه آمریکا دربارهٔ تروریسم به ایران پرداخته شده‌است و در سایر فصل‌های این گزارش نیز در مباحث مرتبط به ایران اشاره شده‌است.

## فصل اول: ارزیابی استراتژیک
در قسمتی از فصل اول این گزارش، با انتشار آمار و ترورهای انجام شده بین سال‌های ۲۰۱۵ تا ۲۰۱۶ وزرات خارجه آمریکا گزارش کرد که ایران بزرگترین حامی تروریسم دولتی بوده‌است.

### ایران کشور حامی تروریسم
در این فصل آمده‌است: «.... گروه‌های مورد حمایت ایران، که برجسته‌ترین آن حزب‌الله است، حتی در حالیکه با اقدامات و تحریم‌های مالی شدیدی به رهبری آمریکا روبرو هستند، کماکان متحدین و منافع آمریکا را تهدید می‌کنند. در حالیکه گروه‌های مورد حمایت ایران توانایی تهدید آمریکا و متحدینش را حفظ کردند، ایران کماکان اصلی‌ترین کشور حامی تروریسم در سال ۲۰۱۶ بود. نیروی قدس سپاه پاسداران به همراه شرکا، متحدین و عوامل ایران به نقش بی‌ثبات کننده در درگیری‌های عراق، سوریه و یمن ادامه دادند. ایران به عضوگیری در سراسر منطقه برای پیوستن به نیروهای شبه نظامی شیعی مرتبط به ایران که مشغول درگیری‌ها در سوریه و عراق هستند ادامه داد و حتی پیشنهاد تابعیت برای کسانی که به این فراخوان گوش داده‌اند را ارائه کرد. حزب‌الله به فعالیت نزدیک با ایران در این مناطق درگیری ادامه داد و نقش عمده‌ای در حمایت از اقدامات دولت سوریه برای حفظ و کنترل سرزمین و فراهم کردن آموزش و طیفی از دیگر کمک‌ها به گروه‌های همکار ایران در عراق، سوریه و یمن داشته‌است. علاوه بر این، حزب‌الله به توسعه توانایی حمله بلندمدت و زیرساخت در سراسر جهان ادامه داد.»

### آمریکا علیه تروریسم ایران
در همین فصل به اقدامات آمریکا علیه تروریسم ایران نیز اشاره شده‌است: «ایالات متحده همچنان از طیف وسیعی از ابزارهای مبارزه با گروه‌های تروریستی مورد حمایت ایران ادامه داد. به عنوان مثال، در تاریخ ۲۰ اکتبر سال ۲۰۱۶، وزارت امور خارجه، هیثم علی طباطبایی، فرمانده حزب‌الله را بر اساس فرمان اجرایی ۱۳۲۲۴ به عنوان یک تروریست ویژه تعیین کرد و اموال او را بلوکه کرد و معاملات افراد آمریکایی با او را ممنوع اعلام کرد. طباطبایی نیروهای ویژه حزب‌الله را فرماندهی کرده، در سوریه فعالیت داشته و گزارش شده‌است که در یمن نیز حضور داشته‌است.»

## فصل دوم: خاورمیانه و شمال آفریقا
در این فصل آمده‌است : .... «حمایت دولتی ایران از تروریسم جهانی از طریق نیروی قدس سپاه پاسداران انقلاب اسلامی، وزارت اطلاعاتی و امنیت و حزب‌الله متحد تهران کماکان کاسته نشد و بعنوان تهدیدی مهم برای ثبات لبنان و منطقه‌ای گسترده‌تر باقی ماند.

### عراق
بسیاری از گروه‌های مسلح شیعه عراقی مانند کتائب حزب‌الله، عصائب الحق و سازمان بدر توسط ایران حمایت می‌شوند. این گروه‌ها مورد حمایت ایران در خلال سال ۲۰۱۶ در عراق عمل می‌کردند که تنش‌های فرقه‌ای در عراق را تشدید کرده و در اتهامات نقض حقوق بشر علیه مقدمتاً شهروندان سنی بویژه در فلوجه شرکت داشتند جایی که ساکنین مدعی شدند که صدها ساکنین مرد بعد از آزادی شهر در ماه ژوئن کماکان مفقود بودند. کتائب حزب‌الله، عصائب الحق در ارتباط با نیروی قدس سپاه پاسداران انقلاب اسلامی همراه با ارتش عراق با داعش می‌جنگیدند. در نوامبر شورای نمایندگان لایحه‌ای را تصویب کرد که به نیروی بسیج مردمی بعنوان بخشی از نیروهای امنیتی عراقی رسمیت می‌داد».

### اسرائیل و ساحل غربی و غزه و بیت المقدس
«... مقامات امنیتی اسرائیل و سیاستمداران در مورد تهدید تروریستی که از جانب حزب‌الله و ایران اعمال می‌شود نگران بوده و تأکید می‌کنند که ایران مقدمتاً از طریق تلاش‌های نیروی قدس سپاه پاسداران انقلاب به حمایت مالی و تأمین حزب‌الله ادامه می‌دهد. کارشناسان اسرائیلی معتقدند که ایران سیستم‌های تسلیحاتی مانند سیستم موشک کروز علیه هواپیماها و کشتی‌ها را به حزب‌الله منتقل کرده و همچنین به انتقال موشک‌های دوربرد بداخل لبنان ادامه می‌دهد.»

### حزب‌الله لبنان
در ادامه این بخش آمده‌است: «در مارس کویت در کنار سایر اعضای شورای همکاری خلیج (جی سی سی) حزب‌الله را بعنوان یک سازمان تروریستی لیست‌گذاری کرد …. در ۲۰۱۶ دولت کویت چند تلاش اتباع خارجی را برای ورود غیرقانونی متوقف کرد. در ماه اوت مقامات ۱۰تبعه ایرانی را که سوار بر یک کشتی تلاش در ورود غیرقانونی به آب‌های کویت کرده بودند رهگیری و دستگیر کردند …. حزب‌الله با حمایت قابل توجه ایران کماکان قدرتمندترین گروه تروریستی در لبنان است. سپاه پاسداران انقلاب ایران از اوایل دهه ۱۹۸۰ در لبنان حضور داشته و بنا به گزارش‌ها از نزدیک با حزب‌الله در عملیات‌های نظامی و آموزش‌ها هماهنگی کرده‌است».

## فصل دوم: نیمکره غربی
در قسمتی از این فصل مربوط به نیمکره غربی گزارش شده‌است: «در اواخر دسامبر۲۰۱۵ بدنبال انتخاب مائوریسیو ماکری به عنوان رئیس جمهور آرژانتین، دولت جدید انتخاب کرد که به حکم دادگاه فدرال که یادداشت تفاهم میان آرژانتین و ایران را دربارهٔ تحقیقات در بمب گذاری آمیا را بی‌اعتبار می‌کرد، درخواست استیناف ندهد. یادداشت تفاهم توسط دولت فرناندز. د. کریچنر مذاکره و امضا شده بود که مدعی بود این توافق با ایران نقش منتسب به آن را در این بمب‌گذاری روشن خواهد ساخت. چندین مقام پیشین ایرانی بخاطر طراحی و اجرای این بمب‌گذاری متهم شدند و موضوع درخواست انترپل قرار گرفتند.

## فصل سوم: کشورهای حامی تروریسم
در فصل سوم گزارش سالانه آمریکا دربارهٔ تروریسم کشورهای سودان و سوریه نیز به عنوان کشورهای حامی تروریسم معرفی شده‌اند. در قسمتی از این فصل آمده‌است: «برای نامگذاری یک کشور به عنوان یک کشور حامی تروریسم وزیر خارجه باید تعیین کند که دولت چنین کشوری مکرراً از اقدامات تروریسم بین‌المللی پشتیبانی کرده‌است.

### ایران
ایران نامگذاری شده به عنوان یک کشور حامی تروریسم در سال ۱۹۸۴ است که فعالیت مرتبط به تروریسم خود را در سال ۲۰۱۶ ادامه داده از جمله حمایت از حزب‌الله، گروه‌های تروریستی فلسطینی در غزه، و گروه‌های گوناگون در سوریه، عراق و سراسر خاورمیانه. ایران از نیروی قدس سپاه پاسداران انقلاب اسلامی استفاده کرد تا اهداف سیاست خارجی را انجام دهد، پوشش برای عملیات‌های اطلاعاتی فراهم کند، و بی‌ثباتی در خاورمیانه ایجاد کند. ایران به دست داشتن نیروی قدس سپاه پاسداران در درگیری‌ها در عراق و سوریه اذعان کرده‌است و نیروی قدس مکانیزم اولیه ایران برای پرورش دادن و حمایت از تروریست‌ها در خارج کشور است.
در سال ۲۰۱۶ ایران از گروه‌های تروریستی شیعه عراقی مختلفی حمایت کرده‌است، از جمله کتائب حزب‌الله به عنوان یک تلاشی برای جنگ با داعش در عراق و تقویت رژیم اسد در سوریه. ایران به رژیم اسد در سوریه به عنوان یک متحد حیاتی و به سوریه و عراق به عنوان مسیرهای حیاتی برای تأمین تسلیحات برای حزب‌الله که شریک اولیه تروریست ایران است، می‌نگرد. ایران تسهیل کرده و از طریق فریب مالی یا محل استقرار مقدمتاً جنگجویان شیعه از افغانستان و پاکستان را ناگزیر کرده‌است تا در سرکوب وحشیانه رژیم اسد در سوریه شرکت کنند. شبه نظامیان شیعه تحت حمایت ایران در عراق نقض‌های حقوق بشر جدی در درجه اول بر علیه شهروندان سنی مرتکب شده‌اند و نیروهای ایرانی به‌طور مستقیم عملیات‌های شبه نظامیان در سوریه را با نفربر، توپخانه و پهباد پشتیبانی کردند.
از زمان پایان جنگ اسرائیل حزب‌الله در سال ۲۰۰۶ ایران برای حزب‌الله هزاران موشک، راکت و تسلیحات کوچک در نقض مستقیم قطعنامه شورای امنیت ملل متحد ۱۷۰۱ تأمین کرده‌است. ایران اکثریت پشتیبانی مالی برای حزب‌الله در لبنان را فراهم می‌کند و هزاران نفر از جنگجویان آن را در کمپ‌هایی در ایران آموزش داده‌است…
ایران به‌طور تاریخی تسلیحات، آموزش و تأمین مالی برای حماس و دیگر گروه‌های تروریستی فلسطینی از جمله جهاد اسلامی فلسطین و فرماندهی کل جبهه مردمی آزادسازی فلسطین فراهم کرده‌است. این گروه‌های تروریستی فلسطینی پشت تعدادی از حملات مرگبار که سرمنشأ آن غزه و کرانه غربی بود منجمله حملات بر علیه شهروندان اسرائیلی و نیروهای امنیتی مصر در شبه جزیره سینا بودند.
ایران تسلیحات، تأمین مالی و آموزش برای گروه‌های شیعه شبه نظامی بحرینی که حملاتی بر علیه نیروهای امنیتی بحرین انجام داده‌اند، فراهم کرده‌است. در تاریخ ۶ ژانویه ۲۰۱۶ مقامات امنیتی بحرین یک سلول تروریستی را از بین بردند که مرتبط به نیروی قدس سپاه پاسداران بود که طراحی کرده بودند که یک سری بمبگذاری‌ها در سراسر کشور انجام دهند.
دولت ایران یک برنامه تروریسم سایبری را حفظ می‌کند و از حملات سایبری بر علیه نهادهای دولت خارجی و بخش‌های خصوصی پشتیبانی مالی کرده‌است.
ایران کماکان بی تمایل است که اعضای ارشد القاعده را که به بازداشت آن‌ها ادامه می‌دهد به میز عدالت بکشاند و از شناسایی علنی اعضایی که در بازداشتش هستند، امتناع کرده‌است. از حداقل سال ۲۰۰۹ ایران به تسهیل‌کنندگان القاعده اجازه داده‌است تا یک شبکه تسهیلات اصلی را از طریق کشور به کار بگیرند که القاعده را قادر ساخته تا تأمین مالی و جنگجویان را به جنوب آسیا و سوریه جابجا کند.»

### سوریه
«سوریه در سال ۱۹۷۹ بعنوان یک کشور حامی تروریسم نام‌گذاری شده‌است. رژیم اسد به حمایت سیاسی و نظامی از گروه‌های مختلف تروریستی که ثبات منطقه را تحت تأثیر قرار می‌دهند، ادامه می‌دهد در حالیکه جنگ سوریه وارد ششمین سال خود شد. رژیم به فراهم کردن حمایت سیاسی و تسلیحاتی برای حزب‌الله ادامه می‌دهد و کماکان به ایران اجازه می‌دهد که سازمان‌های تروریستی را دوباره مسلح کند.
رابطه رژیم اسد با حزب‌الله و ایران در سال ۲۰۱۶ قوی‌تر شده در حالیکه رژیم بیشتر متکی به عوامل خارجی برای جنگ نظامی با اپوزیسیون سوریه شده‌است. این گروه‌ها یک نقش حیاتی در تسخیر شرق حلب توسط رژیم در دسامبر بازی کردند. رئیس جمهور بشار الاسد یک مدافع بی شائبه از سیاست‌های ایران باقی ماند در حالیکه ایران حمایت به همان اندازه پر انرژی برای رژیم سوریه نشان داد. بیانیه‌هایی در حمایت از گروه‌های تروریستی بخصوص حزب‌الله اغلب در سخنرانی‌ها و بیانیه‌های مطبوعاتی دولت سوریه بود».

## فصل پنجم: پناهگاه‌های امن برای تروریست‌ها
در قسمتی از این فصل آمده‌است: «... بخش فارسی صدای آمریکا اخبار مهم جهان و منطقه مربوط به ایران و اطلاعات مهم در مورد سیاست آمریکا نسبت به ایران و منطقه را تأمین می‌کرد… در واشینگتن بخش فارسی صدای آمریکا بر روی افشای نقشی که سپاه پاسداران انقلاب در حمایت و کنترل واحدهای حزب‌الله در سوریه بازی می‌کرد متمرکز بود. … آنها مستند کردند که شرکت هواپیمایی ماهان یک شرکت هواپیمایی ایرانی با روابط نزدیک با سپاه پاسداران انقلاب پروازهایی را برای پرسنل سپاه پاسداران انقلاب کسانی که بین ایران و عراق و سوریه برای آموزش نظامی پرواز می‌کردند تأمین می‌کرده‌است…
رادیو فردا در سال ۲۰۱۶ یک گزارش مستند ۴۵ دقیقه‌ای در مورد شیوه‌های بازجویی در زندان‌های ایران تولید و پخش کرد که بر شهادت شخصی فعالین سیاسی و مدنی متمرکز بود.»

## فصل ششم: سازمان‌های تروریستی خارجی
در این فصل از گزارش سازمان‌های تروریستی مرتبط با ایران به شرح زیر گزارش شده‌است:

### تیپ شهدا الاقصی
ایران برای تیپ شهدا الاقصی کمک مالی و راهنمایی فراهم کرده اغلب از طریق تسهیل‌کنندگان حزب‌الله.

### حماس
تأمین مالی و کمک خارجی: به صورت تاریخی حماس از ایران کمک مالی، تسلیحات و آموزش دریافت می‌کرد. این گروه همچنین کمک مالی از کشورهای خلیج فارس جمع می‌کند.

### حزب‌الله
حزب‌الله در تاریخ ۸ اکتبر ۱۹۹۷ به عنوان یک سازمان تروریستی خارجی نام‌گذاری شد. حزب‌الله تشکیل شده در سال ۱۹۸۲ بعد از اشغال لبنان توسط اسرائیل است. یک گروه شیعه رادیکال مستقر در لبنان که انگیزه ایدئولوژیکی خود را از انقلاب ایران و آموزه‌های خمینی می‌گیرد. این گروه به‌طور عام از راهنمایی مذهبی ولی فقیه ایران که در سال ۲۰۱۶ علی خامنه‌ای بود، پیروی می‌کند. حزب‌الله متحد نزدیک ایران است و این دو اغلب روی ابتکارات مشترک کار می‌کنند با اینکه حزب‌الله مستقل هم عمل می‌کند. حزب‌الله یک رابطه نزدیک با سوریه دارد و مانند ایران کمک –از جمله جنگجو – برای نیروهای رژیم سوریه در درگیری سوریه فراهم می‌کند. عناصر این گروه مسئول آدم‌ربایی، بازداشت و قتل شهروندان آمریکایی و دیگر غربی‌ها در لبنان در دهه ۱۹۸۰ بودند. حزب‌الله همراه با ایران در حملات سال ۱۹۹۲ بر سفارت اسرائیل در آرژانتین و بمبگذاری سال ۱۹۹۴ آمیا در بوئنوس آیرس دخیل بود. ایران به فراهم کردن آموزش، تسلیحات و مواد منفجره همچنین کمک سیاسی، دیپلماتیک، مالی و سازمان‌دهانه حزب‌الله ادامه می‌دهد؛ سوریه آموزش، تسلیحات و حمایت دیپلماتیک و سیاسی تأمین کرده‌است.

### کتائب حزب‌الله
کتائب حزب‌الله روابط ایدئولوژیک با ایران دارد و کمک از ایران دریافت می‌کند. تأمین مالی و کمک خارجی: کتائب حزب‌الله به شدت وابسته به حمایت از ایران است.

### جهاد اسلامی فلسطین
تأمین مالی و کمک خارجی: جهاد اسلامی فلسطین در درجه اول کمک مالی و آموزش را از ایران دریافت می‌کند. جهاد اسلامی فلسطین با حزب‌الله تحت حمایت ایران و سوریه شریک شده‌است تا عملیات‌های مشترک انجام دهند.

### فرماندهی کل جبهه مردمی برای آزادسازی فلسطین
این گروه روابط نزدیک هم با ایران و هم با سوریه دارد. تأمین مالی و کمک خارجی: این گروه مکان‌های امن و پشتیبانی لجستیکی و نظامی از سوریه و حمایت مالی از ایران دریافت می‌کند.

### القاعده
در سپتامبر ۲۰۱۵ پنج رهبر ارشد القاعده از بازداشت ایران به ازای یک دیپلمات ایرانی که در یمن ربوده شده بود، آزاد شدند. از این پنج نفر سیف العدل و ابومحمد المصری بخاطر بمبگذاری‌های سفارت آمریکا در اوت ۱۹۹۸ در کنیا و تانزانیا تحت تعقیب هستند؛ العدل و ابومحمد المصری طراحان عملیاتی مجربی بودند.

### جندالله
همچنین از جندالله به عنوان یک سازمان تروریستی نام برده شده و آمده‌است: جندالله در تاریخ ۴ نوامبر ۲۰۱۰ به عنوان یک سازمان تروریستی خارجی نامگذاری شد. از زمان آغاز آن در سال ۲۰۰۳ جندالله که در درجه اول در استان سیستان و بلوچستان ایران و مناطق بلوچ پاکستان و افغانستان عمل می‌کند در حملات متعدد، کشتن و نقص عضو کردن تعدادی از شهروندان و مقامات دولتی ایرانی دست داشته‌است.

## شمار حملات تروریستی در ۲۰۱۶
وزارت خارجه آمریکا در گزارش خود عنوان کرده‌است که حملات تروریستی در سال ۲۰۱۶ در ۱۰۴ کشور جهان رخ داده‌است که ۷۵ درصد قربانیان این حملات در پنج کشور عراق، افغانستان، سوریه، نیجریه و پاکستان هستند. در گزارش آمده‌است که علی‌رغم فعالیت‌های تروریستی حکومت ایران و گروه‌های داعش و بوکو حرام، شمار حملات تروریستی در ۲۰۱۶ به نسبت ۲۰۱۵ به میزان ۹ درصد کاهش یافته‌است. همچنین شمار قربانیان این حملات نیز ۱۳ درصد کاهش یافته و از ۱۱ هزار و ۷۷۴ نفر به ۱۱ هزار و ۷۲ نفر رسیده‌است. کاهش شمار حملات تروریستی در این گزارش ناشی از آرام‌تر شدن فضای افغانستان، یمن، سوریه، نیجریه و پاکستان ارزیابی شده‌است. در عین حال شمار این حملات در سومالی، ترکیه و هند بیشتر شده‌است.

## تحریم‌های بیشتر ایران قبل از انتشار گزارش
روز سه شنبه ۱۹ ژوئیه آمریکا یک روز قبل از انتشار گزارش تروریسم وزارت خارجه، ۱۸ شخص حقیقی و نهاد دیگر ایران را به دلیل حمایت از فعالیت‌های موشکی بالستیک این کشور در فهرست تحریم‌های خود قرار داد. در لیست جدید تحریم‌ها، هفت مؤسسه و پنج شخص حقیقی به خاطر پشتیبانی از برنامه نظامی ایران یا سپاه پاسداران انقلاب اسلامی هدف تحریم‌ها قرار گرفته‌اند.